# Sesriem
Sesriem je majhno naselje v puščavi Namib v Namibiji blizu južnega konca pogorja Naukluft. Kraj je še posebej znan kot "Sesriemska vrata", ki so glavna vstopna točka za obiskovalce narodnega parka Namib - Naukluft iz bližnjega turistično privlačnega Sossusvleia.  V Namibu je veliko drugih naselij, Sesriem pa je v bistvu oskrbovalna postaja za osnovne storitve, kot so javni telefon in nekaj manjših kioskov, v katerih lahko potniki dobijo splošne dobrine, kot sta hrana in voda. V okolici Sesriema je več namestitvenih zmogljivosti, nekaj lodžev (npr. "Le Mirage Desert" in "Sossusvlei Lodge") in vsaj 24 kampov za nahrbtnikarje.
Pri Sesriemskih vratih se v zgodnjih jutranjih urah dvigajo za prelet baloni na vroč zrak, ki zagotavljajo slikovit polet nad sipinami Sossusvleia.

## Sesriemski kanjon
Sesriem je znan tudi po kanjonu, ki je približno 4 km oddaljen od Sesriema in je druga najpomembnejša turistična zanimivost na tem območju. To je naravni kanjon ob reki Tsauchab, vklesan v lokalne sedimentne kamnine, približno kilometer dolg in do 30 metrov globok. Ime je afrikansko in pomeni "šest pasov" . Dali so mu ga naseljenci na dorslandski poti, ker so potrebovali šest pasov (iz oriksove kože), da so lahko z vedrom segli v kanjon in zajeli vodo. Kanjon je ponekod širok le dva metra. Stalno ima vodo, ki jo na veliko uporabljajo živali.
Dorslandsko potovanje (Thirstland Trek) je skupno ime za raziskovanje Burov, naseljencev iz Južne Afrike, ki so proti koncu 19. stoletja in v prvih letih 20. stoletja iskali politično neodvisnost in boljše življenjske razmere. Udeleženci, kmetje iz svobodne države Oranje in Transvaala, se imenujejo dorslandski pohodniki.